# جبريل دينيز
جبريل دينيز (بالبرتغالية: Gabriel Diniz‏) هو مغني وكاتب أغاني برازيلي، ولد في 18 أكتوبر 1990 في كامبو غراندي في البرازيل، وتوفي في 27 مايو 2019 في بلدية إيستانكيا في البرازيل.

## وصلات خارجية
- جبريل دينيز على موقع ميوزك برينز (الإنجليزية)
- جبريل دينيز على موقع أول ميوزيك (الإنجليزية)
- جبريل دينيز على موقع ديسكوغز (الإنجليزية)